# Rafael Orozco (futbolista)
Rafael Orozco Torres (Arandas, Jalisco; 8 de mayo de 1922-Guadalajara, Jalisco; 19 de febrero de 2015), más conocido como Rafles Orozco, fue un futbolista mexicano que jugaba en la posición de defensa y mediocampista. Jugó para el Club Deportivo Guadalajara toda su carrera.

## Inicios
Empezó su carrera en las fuerzas básicas del Club Deportivo Guadalajara, ingresó a la categoría júnior, después paso a juveniles y a los 20 años de edad debutó en Liga Mayor. En todas éstas categorías siempre se desempeñó en las posiciones de mediocampista central y defensa lateral izquierdo.
Antes de debutar con el primer equipo del Guadalajara en 1943, tuvo un paso con la Selección Tapatía, equipo con el que lograría tener un muy buen torneo en el X Campeonato Nacional de Fútbol. Esto hizo que varios clubes se interesarán por sus servicios, uno de estos fue el Club América, quien le hizo la propuesta de unirse a sus filas, pero la rechazó con la intención de incorporarse al primer equipo del Guadalajara la siguiente temporada.

## Profesionalismo
Su debut con en el primer equipo del Guadalajara fue el 6 de junio de 1943 en un partido de Copa México en contra del Atlas. Ese día el equipo rayado caería por marcador de 4 goles a 1.
Su mayor inactividad se presentó en el año de 1945, sufrió un desgarre producido por no calentar antes de los partidos y ese mismo año murió su madre, pero tres días después jugaría el encuentro ante el ADO. 
Durante la estancia de Jorge Orth como entrenador del Guadalajara vivió su mejor época con el equipo, llegando a ser capitán de los rojiblancos. Gracias al buen nivel que mostró en el campo, en 1947 cuando fue llamado a firmar su nuevo contrato, los directivos del Guadalajara le preguntaron "¿Cuánto quieres ganar?", a lo que inmediato contestó: "Como al que mejor le van a pagar. Vayan, arréglense con él, y luego me dicen… pero no mientan porque al final todo se sabe".
Después de su retiro tuvo un partido de despedida realizado el 27 de diciembre de 1953, en el cual el Guadalajara enfrentó al Independiente Santa Fe, siendo 0-0 el marcador final.

## Después del retiro
Se graduó de la carrera de Ingeniería Química en la Universidad Autónoma de Guadalajara. Recibió su título en la Facultad de Ciencias Químicas el día 16 de abril de 1948.
Por cuestiones labores vivió un tiempo en Atenquique, Jalisco y en 1953 dirigió al equipo de fútbol de la población, desempeñándose también como defensa por el lado izquierdo.
Fue amigo de la infancia de Javier de la Torre, quien llegaría a la institución rojiblanca en parte gracias a Rafael Orzoco, quien lo recomendó y dio asilo en su casa mientras éste jugaba y estudiaba. De la Torre logró ganar 5 títulos profesionales a cargo del primer equipo.